# بويز ليديز تور 2016
بويز ليديز تور 2016 (بالهولندية: Boels Ladies Tour 2016)‏ هو سباق دراجات هوائية، وهو الموسم التاسع عشر من هولاند ليديز تور، وأقيم خلال الفترة من 30 أغسطس 2016، وحتى 4 سبتمبر 2016، وشارك فيه  88 متسابقاً ووصل إلى نهايته  56 متسابقاً.
فاز بالمركز الأول وفي تصنيف المجموعة شانتال بلاك، وفاز بالمركز الثاني إيلين فان دايك، وفاز بالمركز الثالث ألينا أمياليوسيك، وفاز في تصنيف السرعة Winanda Spoor ‏، وفاز في تصنيف الجبال روكسان كنيتيمان، وفاز في ترتيب النقاط للشباب وفي ترتيب النقاط كاتارزينا نيفيادوما.

## الفرق
| فرق سيدات محترفة (10)- كانيون–إس آر إيه إم ‏ - Wiggle High5 Pro Cycling ‏ - ليف ريسينغ ‏ - إس دي وركس ‏ - Liv AlUla Jayco ‏ - هايتك بوردكتس 2016 ‏ - ليف بلانتور 2016 ‏ - لوتو سودال للسيدات 2016 ‏ - باركهوتل فالكنبورغ كونتيننتال 2016 ‏ - Lensworld–Kuota ‏ |  |
| |  |

## المراحل
| قائمة المراحل | قائمة المراحل | قائمة المراحل                 | قائمة المراحل          | قائمة المراحل | قائمة المراحل        | قائمة المراحل   |
| المرحلة       | التاريخ       | الدورة                        |                        | المسافة (كم)  | الفائز بالمرحلة      | القائد العام    |
| ------------- | ------------- | ----------------------------- | ---------------------- | ------------- | -------------------- | --------------- |
| المرحلة 1     | 30 أغسطس      | تيل – تيل                     | مرحلة مستوية           | 103٫1         | أمالي ديديريكسن      | أمالي ديديريكسن |
| المرحلة 2     | 31 أغسطس      | خنيب – خنيب                   | مرحلة سباق الزمن للفرق | 26٫4          | إس دي وركس ‏          | أمالي ديديريكسن |
| المرحلة 3     | 1 سبتمبر      | سيتارد- خيلين – سيتارد- خيلين | مرحلة التلال           | 122٫6         | Katarzyna Niewiadoma | Chantal Blaak   |
| المرحلة 4     | 2 سبتمبر      | سيرتوخيمبوس – سيرتوخيمبوس     | مرحلة مستوية           | 110٫8         | سارة روي             | Chantal Blaak   |
| المرحلة 5     | 3 سبتمبر      | تيل – تيل                     | مرحلة مستوية           | 115٫7         | ليزا برينور          | Chantal Blaak   |
| المرحلة 6     | 4 سبتمبر      | بونده – فالكنبورخ آن دي خول   | مرحلة التلال           | 119٫4         | Katarzyna Niewiadoma | Chantal Blaak   |

## النتيجة

### مرحلة 1
هي مرحلة مستوية، أقيمت في 30 أغسطس 2016، وامتدّت لمسافة 103.1 كيلومتر. فاز بالمركز الأول، وتصدر تصنيف المجموعة وترتيب النقاط وترتيب التسلق والترتيب العام في نهاية المرحلة أمالي ديديريكسن، وتصدر ترتيب السرعة Winanda Spoor ‏، وتصدر تصنيف القتال كاتارزينا نيفيادوما، وتصدر ترتيب الفرق Boels Dolmans 2016 ‏.
| التصنيف العام | التصنيف العام            | التصنيف العام          | التصنيف العام | التصنيف العام |
| العداء        | العداء                   | الفريق                 | الوقت         |               |
| ------------- | ------------------------ | ---------------------- | ------------- | ------------- |
| 1             | أمالي ديديريكسن          | إس دي وركس ‏            | 2 س 36 د 25 ث |               |
| 2             | Sara Mustonen (cyclist) ‏ | فريق سنويب للسيدات ‏    | + 4 ث         |               |
| 3             | باربرا جوارشي            | كانيون–إس آر إيه إم ‏   | + 6 ث         |               |
| 4             | Loren Rowney ‏            | Liv AlUla Jayco ‏       | + 10 ث        |               |
| 5             | Ellen van Dijk           | إس دي وركس ‏            | + 10 ث        |               |
| 6             | إميلي موبيرج             | تيم كوب هايتك بوردكتس ‏ | + 10 ث        |               |
| 7             | Chantal Blaak            | إس دي وركس ‏            | + 10 ث        |               |
| 8             | لوت كوبيكي               | لوتو بيليسول للسيدات ‏  | + 11 ث        |               |
| 9             | ماريا جوليا كونفالونيري  | Lensworld–Kuota ‏       | + 12 ث        |               |
| 10            | ليا كيرشمان              | فريق سنويب للسيدات ‏    | + 12 ث        |               |
|               |                          |                        |               |               |
|               |                          |                        |               |               |

### مرحلة 2
هي مرحلة من نوع سباق الزمن على الطريق للفرق، أقيمت في 31 أغسطس 2016، وامتدّت لمسافة 26.4 كيلومتر. فاز بالمركز الأول، وتصدر ترتيب الفرق Boels Dolmans 2016 ‏، وتصدر ترتيب السرعة Winanda Spoor ‏، وتصدر الترتيب العام في نهاية المرحلة وترتيب النقاط وتصنيف المجموعة وترتيب النقاط للشباب أمالي ديديريكسن.
| التصنيف العام         | التصنيف العام     | التصنيف العام        | التصنيف العام | التصنيف العام |
| العداء                | العداء            | الفريق               | الوقت         |               |
| --------------------- | ----------------- | -------------------- | ------------- | ------------- |
| 1                     | أمالي ديديريكسن   | إس دي وركس ‏          | 3 س 07 د 23 ث |               |
| 2                     | Ellen van Dijk    | إس دي وركس ‏          | + 10 ث        |               |
| 3                     | Chantal Blaak     | إس دي وركس ‏          | + 10 ث        |               |
| 4                     | كارول آن كانويل   | إس دي وركس ‏          | + 18 ث        |               |
| 5                     | Lizzie Armitstead | إس دي وركس ‏          | + 18 ث        |               |
| 6                     | كريستين ماجروس    | إس دي وركس ‏          | + 18 ث        |               |
| 7                     | ليزا برينور       | كانيون–إس آر إيه إم ‏ | + 45 ث        |               |
| 8                     | تريكسي ووراك      | كانيون–إس آر إيه إم ‏ | + 45 ث        |               |
| 9                     | ألينا أمياليوسيك  | كانيون–إس آر إيه إم ‏ | + 51 ث        |               |
| 10                    | إيلينا سيتشيني    | كانيون–إس آر إيه إم ‏ | + 51 ث        |               |
|                       |                   |                      |               |               |
| مصدر: ProCyclingStats |                   |                      |               |               |

### مرحلة 3
هي مرحلة جبلية، أقيمت في 1 سبتمبر 2016، وامتدّت لمسافة 122.6 كيلومتر. فاز بالمركز الأول، وتصدر ترتيب النقاط للشباب وترتيب النقاط كاتارزينا نيفيادوما، وتصدر ترتيب السرعة Winanda Spoor ‏، وتصدر ترتيب التسلق إيلين فان دايك، وتصدر تصنيف القتال روكسان كنيتيمان، وتصدر الترتيب العام في نهاية المرحلة وتصنيف المجموعة شانتال بلاك.
| التصنيف العام | التصنيف العام        | التصنيف العام             | التصنيف العام | التصنيف العام |
| العداء        | العداء               | الفريق                    | الوقت         |               |
| ------------- | -------------------- | ------------------------- | ------------- | ------------- |
| 1             | Chantal Blaak        | إس دي وركس ‏               | 6 س 27 د 38 ث |               |
| 2             | Ellen van Dijk       | إس دي وركس ‏               | + 11 ث        |               |
| 3             | كارول آن كانويل      | إس دي وركس ‏               | + 33 ث        |               |
| 4             | ألينا أمياليوسيك     | كانيون–إس آر إيه إم ‏      | + 47 ث        |               |
| 5             | ليزا برينور          | كانيون–إس آر إيه إم ‏      | + 50 ث        |               |
| 6             | Katarzyna Niewiadoma | ليف ريسينغ ‏               | + 1 د 07 ث    |               |
| 7             | ايمي بيترز           | Wiggle High5 Pro Cycling ‏ | + 1 د 17 ث    |               |
| 8             | أنا فان دير بريغين   | ليف ريسينغ ‏               | + 1 د 32 ث    |               |
| 9             | Audrey Cordon-Ragot  | Wiggle High5 Pro Cycling ‏ | + 1 د 46 ث    |               |
| 10            | ليا كيرشمان          | فريق سنويب للسيدات ‏       | + 1 د 54 ث    |               |
|               |                      |                           |               |               |
|               |                      |                           |               |               |

### مرحلة 4
هي مرحلة مستوية، أقيمت في 2 سبتمبر 2016، وامتدّت لمسافة 110.8 كيلومتر. فاز بالمركز الأول، وتصدر ترتيب النقاط سارة روي، وتصدر ترتيب السرعة ناتالي فان غوخ، وتصدر تصنيف القتال Evy Kuijpers ‏، وتصدر ترتيب التسلق روكسان كنيتيمان، وتصدر ترتيب الفرق Boels Dolmans 2016 ‏، وتصدر ترتيب النقاط للشباب كاتارزينا نيفيادوما، وتصدر الترتيب العام في نهاية المرحلة شانتال بلاك.
| التصنيف العام | التصنيف العام        | التصنيف العام             | التصنيف العام | التصنيف العام |
| العداء        | العداء               | الفريق                    | الوقت         |               |
| ------------- | -------------------- | ------------------------- | ------------- | ------------- |
| 1             | Chantal Blaak        | إس دي وركس ‏               | 9 س 18 د 05 ث |               |
| 2             | Ellen van Dijk       | إس دي وركس ‏               | + 11 ث        |               |
| 3             | كارول آن كانويل      | إس دي وركس ‏               | + 33 ث        |               |
| 4             | ألينا أمياليوسيك     | كانيون–إس آر إيه إم ‏      | + 47 ث        |               |
| 5             | ليزا برينور          | كانيون–إس آر إيه إم ‏      | + 50 ث        |               |
| 6             | Katarzyna Niewiadoma | ليف ريسينغ ‏               | + 1 د 07 ث    |               |
| 7             | كريستين ماجروس       | إس دي وركس ‏               | + 1 د 14 ث    |               |
| 8             | ايمي بيترز           | Wiggle High5 Pro Cycling ‏ | + 1 د 17 ث    |               |
| 9             | أنا فان دير بريغين   | ليف ريسينغ ‏               | + 1 د 32 ث    |               |
| 10            | Audrey Cordon-Ragot  | Wiggle High5 Pro Cycling ‏ | + 1 د 46 ث    |               |
|               |                      |                           |               |               |
|               |                      |                           |               |               |

### مرحلة 5
هي مرحلة مستوية، أقيمت في 3 سبتمبر 2016، وامتدّت لمسافة 115.7 كيلومتر. فاز بالمركز الأول، وتصدر ترتيب النقاط ليزا برينور، وتصدر ترتيب السرعة Winanda Spoor ‏، وتصدر تصنيف القتال شانتال هوفمان، وتصدر ترتيب التسلق روكسان كنيتيمان، وتصدر ترتيب النقاط للشباب كاتارزينا نيفيادوما، وتصدر الترتيب العام في نهاية المرحلة وتصنيف المجموعة شانتال بلاك.
| التصنيف العام | التصنيف العام        | التصنيف العام             | التصنيف العام  | التصنيف العام |
| العداء        | العداء               | الفريق                    | الوقت          |               |
| ------------- | -------------------- | ------------------------- | -------------- | ------------- |
| 1             | Chantal Blaak        | إس دي وركس ‏               | 12 س 10 د 35 ث |               |
| 2             | Ellen van Dijk       | إس دي وركس ‏               | + 11 ث         |               |
| 3             | كارول آن كانويل      | إس دي وركس ‏               | + 33 ث         |               |
| 4             | ليزا برينور          | كانيون–إس آر إيه إم ‏      | + 40 ث         |               |
| 5             | ألينا أمياليوسيك     | كانيون–إس آر إيه إم ‏      | + 47 ث         |               |
| 6             | Katarzyna Niewiadoma | ليف ريسينغ ‏               | + 1 د 07 ث     |               |
| 7             | كريستين ماجروس       | إس دي وركس ‏               | + 1 د 14 ث     |               |
| 8             | ايمي بيترز           | Wiggle High5 Pro Cycling ‏ | + 1 د 17 ث     |               |
| 9             | أنا فان دير بريغين   | ليف ريسينغ ‏               | + 1 د 32 ث     |               |
| 10            | Audrey Cordon-Ragot  | Wiggle High5 Pro Cycling ‏ | + 1 د 46 ث     |               |
|               |                      |                           |                |               |
|               |                      |                           |                |               |

### مرحلة 6
هي مرحلة جبلية، أقيمت في 4 سبتمبر 2016، وامتدّت لمسافة 119.4 كيلومتر. فاز بالمركز الأول كاتارزينا نيفيادوما، وتصدر تصنيف القتال روكسان كنيتيمان، وتصدر الترتيب العام في نهاية المرحلة شانتال بلاك.
| التصنيف العام | التصنيف العام | التصنيف العام | التصنيف العام  | التصنيف العام |
| العداء        | العداء        | الفريق        | الوقت          |               |
| ------------- | ------------- | ------------- | -------------- | ------------- |
| 1             | Chantal Blaak | إس دي وركس ‏   | 15 س 35 د 01 ث |               |
|               |               |               |                |               |
|               |               |               |                |               |

## التصنيف العام النهائي
| التصنيف العام | التصنيف العام        | التصنيف العام             | التصنيف العام  | التصنيف العام |
| العداء        | العداء               | الفريق                    | الوقت          |               |
| ------------- | -------------------- | ------------------------- | -------------- | ------------- |
| 1             | Chantal Blaak        | إس دي وركس ‏               | 15 س 35 د 01 ث |               |
| 2             | Ellen van Dijk       | إس دي وركس ‏               | + 3 ث          |               |
| 3             | ألينا أمياليوسيك     | كانيون–إس آر إيه إم ‏      | + 41 ث         |               |
| 4             | كارول آن كانويل      | إس دي وركس ‏               | + 49 ث         |               |
| 5             | Katarzyna Niewiadoma | ليف ريسينغ ‏               | + 52 ث         |               |
| 6             | ايمي بيترز           | Wiggle High5 Pro Cycling ‏ | + 1 د 17 ث     |               |
| 7             | أنا فان دير بريغين   | ليف ريسينغ ‏               | + 1 د 32 ث     |               |
| 8             | ليزا برينور          | كانيون–إس آر إيه إم ‏      | + 1 د 38 ث     |               |
| 9             | Hanna Solovey ‏       | باركهوتل فالكنبورغ ‏       | + 2 د 18 ث     |               |
| 10            | ليا كيرشمان          | فريق سنويب للسيدات ‏       | + 2 د 23 ث     |               |
|               |                      |                           |                |               |
|               |                      |                           |                |               |

## وصلات خارجية
- الموقع الرسمي